# Centropogon densiflorus
Centropogon densiflorus är en klockväxtart som beskrevs av George Bentham. Centropogon densiflorus ingår i släktet Centropogon och familjen klockväxter. Inga underarter finns listade i Catalogue of Life.